# Деревня разъезда Рябаш
Деревня разъезда Рябаш (баш. Рәбаш разъезы) находится в Белебеевском районе Республики Башкортостан Российской Федерации. Входит в состав Малиновского сельсовета.
С 2005 современный статус.

## География

### Географическое положение
Расстояние до:
- районного центра (Белебей): 21 км,
- центра сельсовета (Малиновка): 7 км,
- ближайшей ж/д станции (Аксаково): 12 км.

## История
Статус деревня, сельского населённого пункта, посёлок получил согласно Закону Республики Башкортостан от 20 июля 2005 года N 211-з «О внесении изменений в административно-территориальное устройство Республики Башкортостан в связи с образованием, объединением, упразднением и изменением статуса населенных пунктов, переносом административных центров», ст.1:

6. Изменить статус следующих населенных пунктов, установив тип поселения — деревня:

5) в Белебеевском районе:…

н) поселка разъезда Рябаш Малиновского сельсовета

## Население
| 2002 | 2009 | 2010 |
| ---- | ---- | ---- |
| 36   | ↗46  | ↗47  |

Национальный состав
Согласно переписи 2002 года, преобладающая национальность — башкиры (31 %).